# Kluskoil Lake Park
Kluskoil Lake Park är en park i Kanada.   Den ligger i provinsen British Columbia, i den centrala delen av landet, 3 500 km väster om huvudstaden Ottawa. Kluskoil Lake Park ligger 912 meter över havet. Den ligger vid sjön Kluskoil Lake.
Terrängen runt Kluskoil Lake Park är kuperad västerut, men österut är den platt. Kluskoil Lake Park ligger nere i en dal. Trakten runt Kluskoil Lake Park är nära nog obefolkad, med mindre än två invånare per kvadratkilometer.. Det finns inga samhällen i närheten. 
I omgivningarna runt Kluskoil Lake Park växer i huvudsak barrskog.